# Josef Friedrich
Josef Friedrich (Zwikau, 1893. szeptember 12. – ?) az Osztrák–Magyar Monarchia 7 igazolt légi győzelmet elérő ászpilótája volt az első világháborúban.

## Élete
Joseph Friedrich 1893. szeptember 12-én született a csehországi Zwikauban, szudétanémet családban. A világháború kitörésekor mérnöknek tanult az egyetemen, de önként jelentkezett a Monarchia hadseregébe. Az 1. tiroli császárvadász-ezred tagjaként az orosz fronton harcolt. 1915 őszén átkérte magát a Légjárócsapatokhoz és elvégezte a megfigyelőtiszti tanfolyamot. Eközben előléptették tartalékos hadnagynak, majd vizsgái letétele után 1906 januárjában az olasz frontra, a Villachban állomásozó 16. repülőszázadhoz irányították. Parancsnoka a kiváló pilóta Raoul Stojsavljevic volt; gyakran repültek együtt és eközben négy ellenséges repülőgépet lőttek le. 
1916. július 4-én tüzérségi tűzirányítói feladat közben Malborghetto mellett, osztrák-magyar területen leszállásra kényszerítettek egy olasz Farman felderítőt. Július 25-én a Monte Paularo fölött, augusztus 7-én Val di Raccolana térségében, 1917. április 17-én pedig Villach környékén lőttek le egy-egy Farmant saját kétüléses felderítőjükkel. Utóbbi kényszerleszállást hajtott végre és épen került a császári és királyi katonák kezébe. 
Friedrich szolgálata közben megtanulta vezeti is a repülőgépet és 1917. január 8-án teljesítette a tábori pilótai státuszhoz szükséges 12 ellenséges terület fölötti bevetést. 1917. május 3-án már pilótája volt a Hansa-Brandenburg C.I-nek, amikor Hans Rucker megfigyelőtiszttel legyőztek egy újabb olasz Farmant. 
1917 júliusában átirányították a Pergine bázisú 24. repülőszázadhoz; itt már Albatros D.III vadászgépekkel repült. Augusztus 18-án egy felderítőt kísért, amikor egy olasz SPAD támadt rájuk, Friedrichnek azonban intenzív tűzharc után sikerült lelőnie. Utolsó győzelmét 1917. november 3-án érte el; ekkor egy megfigyelőballont lőtt ki.    
1918 februárjában áthelyezték az 55. vadászrepülő-százahoz, majd áprilisban rövid időre visszaküldték a Flik 24-hez. Májusban előléptették tartalékos főhadnaggyá. 1918 nyarán vadászpilóta-tanfolyamot végzett, július közepán Bécs asperni repülőterén tesztelt új repülőgépeket, majd ideiglenesen a neumarkti vadászpilóta-iskola parancsnokává nevezték ki.  
A világháború után csehszlovák állampolgár lett és befejezte félbehagyott egyetemi tanulmányait. Liberecben élt mérnökként, de későbbi életéről, halálának időpontjáról nincsenek adatok. 

## Kitüntetései
- Katonai Érdemkereszt III. osztály hadidíszítménnyel és kardokkal (kétszer)
- Ezüst Katonai Érdemérem hadiszalagon, kardokkal
- Bronz Katonai Érdemérem hadiszalagon, kardokkal
- Károly Csapatkereszt

## Győzelmei
| Sorszám | Dátum               | Egysége          | Repülőgépe            | Ellenfele |
| ------- | ------------------- | ---------------- | --------------------- | --------- |
| 1       | 1916. július 4.     | 16. repülőszázad | Hansa-Brandenburg C.I | Farman    |
| 2       | 1916. július 25.    | 16. repülőszázad | Hansa-Brandenburg C.I | Farman    |
| 3       | 1916. augusztus 7.  | 16. repülőszázad | Hansa-Brandenburg C.I | Farman    |
| 4       | 1917. április 17.   | 16. repülőszázad | Hansa-Brandenburg C.I | Farman    |
| 5       | 1917. május 3.      | 16. repülőszázad | Hansa-Brandenburg C.I | Farman    |
| 6       | 1917. augusztus 18. | 24. repülőszázad | Albatros D.II         | SPAD 1    |
| 7       | 1917. november 3.   | 24. repülőszázad | Albatros D.II         | Ballon    |